# HBsAg
La protéine HBsAg est l'antigène de surface du virus de l'hépatite B. Elle a été découverte en 1965 dans le sérum d'un aborigène d'Australie, ce qui lui vaut d'être parfois appelée Australia Antigen dans la littérature anglophone. Sa présence dans le sang est indicatrice qu'une hépatite B est en cours chez la personne examinée. La protéine HBsAg intervient dans le principe actif des vaccins contre l'hépatite B. Les patients possédant les anticorps anti-HBsAg (après séroconversion) sont généralement considérés comme non infectés. 

## Structure et fonctionnement

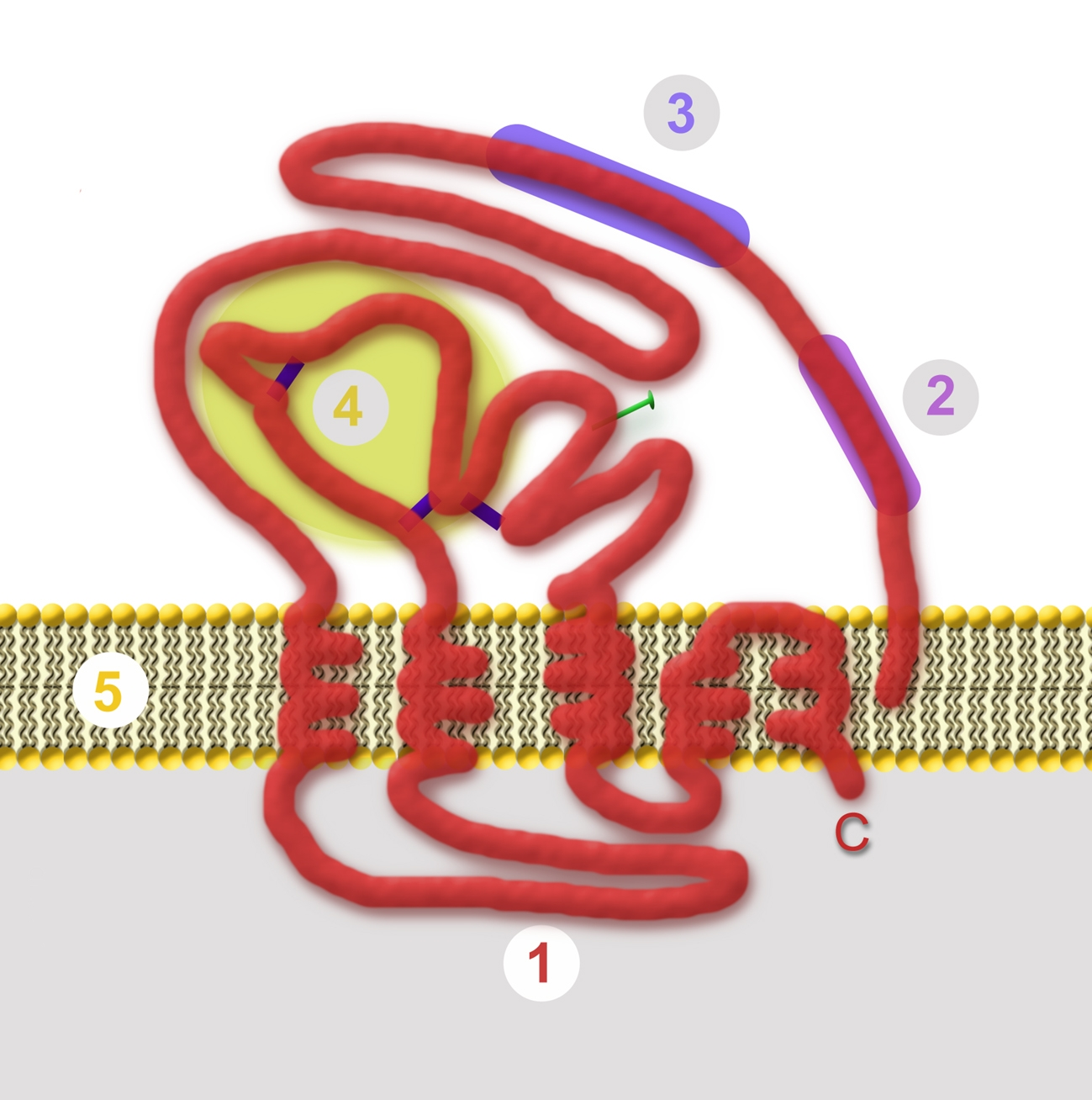
Structure schématique de la protéine HBsAg : (1) domaine cytoplasmique ; (2) épitope des lymphocytes T ; (3) site de liaison aux cellules hépatiques ; (4) domaine hypervariable ; (5) bicouche lipidique.

L'enveloppe virale de certains virus, comme le virus de l'hépatite B, est formée de protéines, distinctes de celles du reste du virus, qui agissent comme antigènes. Ces derniers sont reconnus par les anticorps du système immunitaire du patient. Chacun de ces anticorps se lie spécifiquement à un antigène particulier, et donc à l'une des protéines de surface de tels virus ; la protéine HBsAg est l'une d'entre elles.
Il s'agit d'une protéine transmembranaire ayant cinq segments membranaires et trois ponts disulfure dans les segments extracellulaires. Elle permet au virus de l'hépatite B de se fixer aux peptidoglycanes ainsi qu'au transporteur SLC10A1 (en) (ou polypeptide de cotransport Na+-taurocholate, NTCP) sur une cellule hôte. Elle agit ensuite comme protéine fusogène (en) permettant la pénétration des particules virales dans le cytoplasme. Elle tend à former spontanément des virosomes dans le sang des patients infectés.
Le diagnostic de l'infection au virus de l'hépatite B peut être réalisé par détermination du taux de protéine HBsAg plasmatique, ainsi que par la méthode immuno-enzymatique ELISA ; des antigènes sont ainsi facilement exprimés par E. coli ou par Saccharomyces cerevisiae à partir d'ADN recombinant. En histopathologie, Il est possible de teindre cette protéine par l'orcéine. Les anticorps anti-HBsAg peuvent être détectés dans le sang jusqu'à environ deux semaines après vaccination, mais normalement pas au-delà.
Dans la carte génétique du VHB, la protéine HBsAg est codée par un gène inclus dans celui de l'ADN polymérase virale.
Par ailleurs, le virus de l'hépatite D a besoin de la protéine HBsAg pour devenir pathogène.

(en) Schéma du génome du HBV montrant le gène de la protéine HBsAg en vert (ORF S).
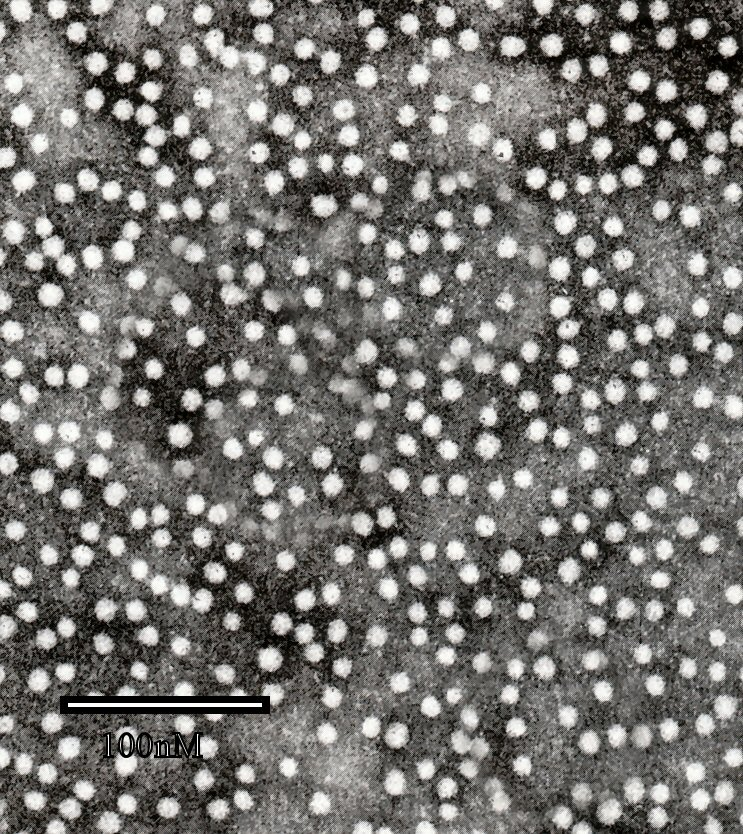
Microscopie électronique en transmission de l'antigène HBsAg du virus de l'hépatite B.